# Зіхрон-Моше
31°47′15″ пн. ш. 35°13′00″ сх. д. / 31.7874° пн. ш. 35.2167° сх. д.
Зіхрон-Моше (івр. זיכרון משה, букв. Меморіал Моше) — район євреїв-харедім у центрі Єрусалиму. Район межує з районами Геула на півночі, Мекор-Барух на заході, Меа-Шеарім на сході, вулицею Давида Єліна на півдні. Засновано у 1905 році групою освічених сіоністів, серед яких Давид Єлін та рабин Єхіель Міхль Пінес (івр. יחיאל מיכל פינס), а його першими мешканцями були світські вчителі. Це був один із кількох районів Єрусалиму, названих на честь Моше Монтефіоре за його пожертви у розбудову.

## Історія
Район утворився навколо школи Шимона фон Лемеля, третьої єврейської школи в Єрусалимі. Її побудували 1856 року на кошти, пожертвувані Елізе Герц, донькою Шимона, на пам'ять про її батька. 1888 року керівництво школою було передано німецько-єврейському благодійному товариству, а в 1910 році — Товариству допомоги євреям Німеччини (нім. Hilfsverein der Deutschen Juden), німецько-єврейському товариству допомоги, створеному 1901 року.
1932 року на пустирі, де пізніше пролягла вулиця Єша'аягу, побудували театр Едісона, названий на честь Томаса Едісона, винахідника першого кінопроєктора. Це був перший театр такого плану в Єрусалимі. Тут були Ів Монтан та інші відомі виконавці, і тут проходили концерти філармонічного оркестру до становлення Ізраїлю як держави. 2006 року театр знесли, щоб збудувати житловий комплекс.

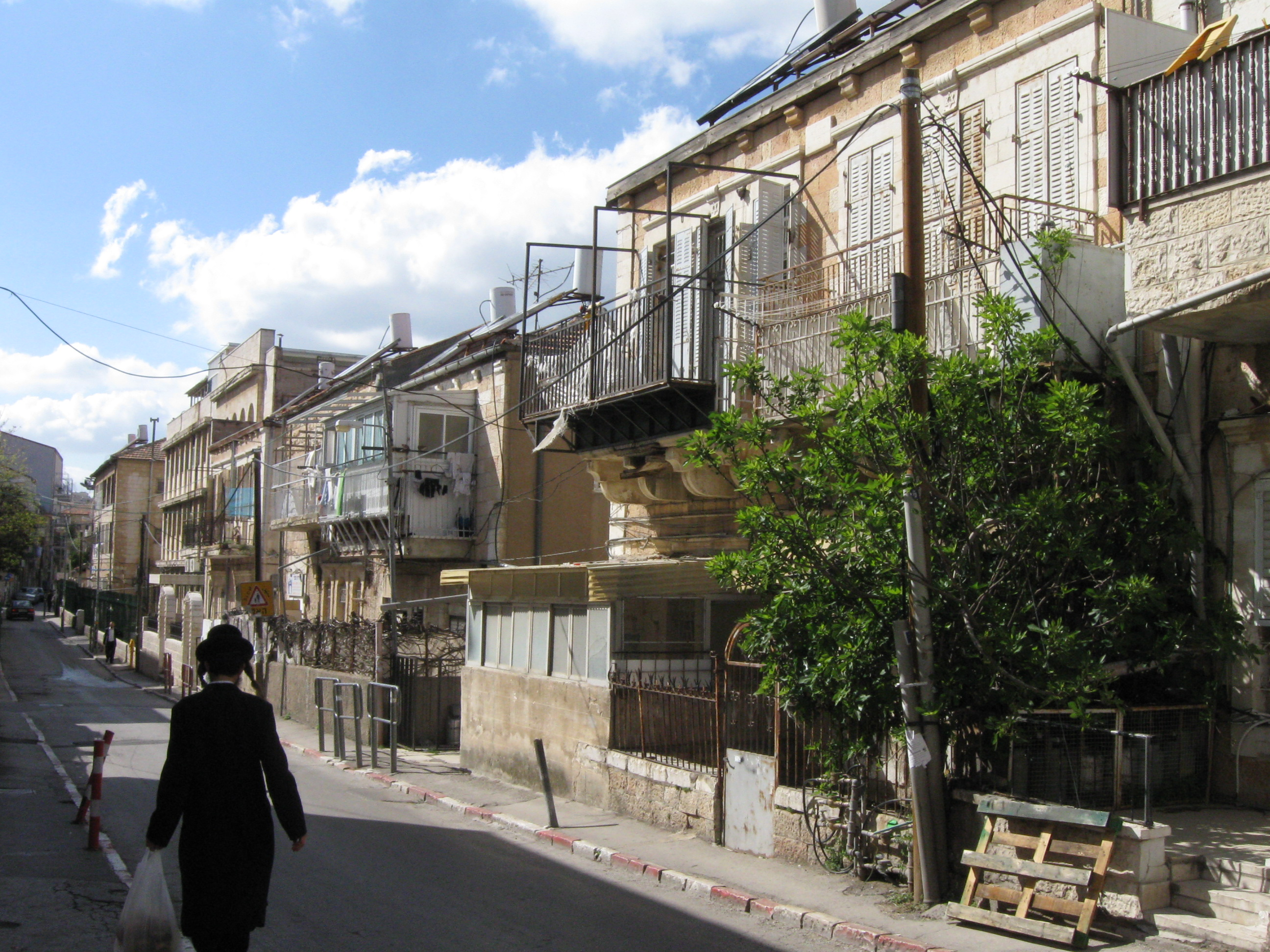
Вулиця в районі Зіхрон Моше
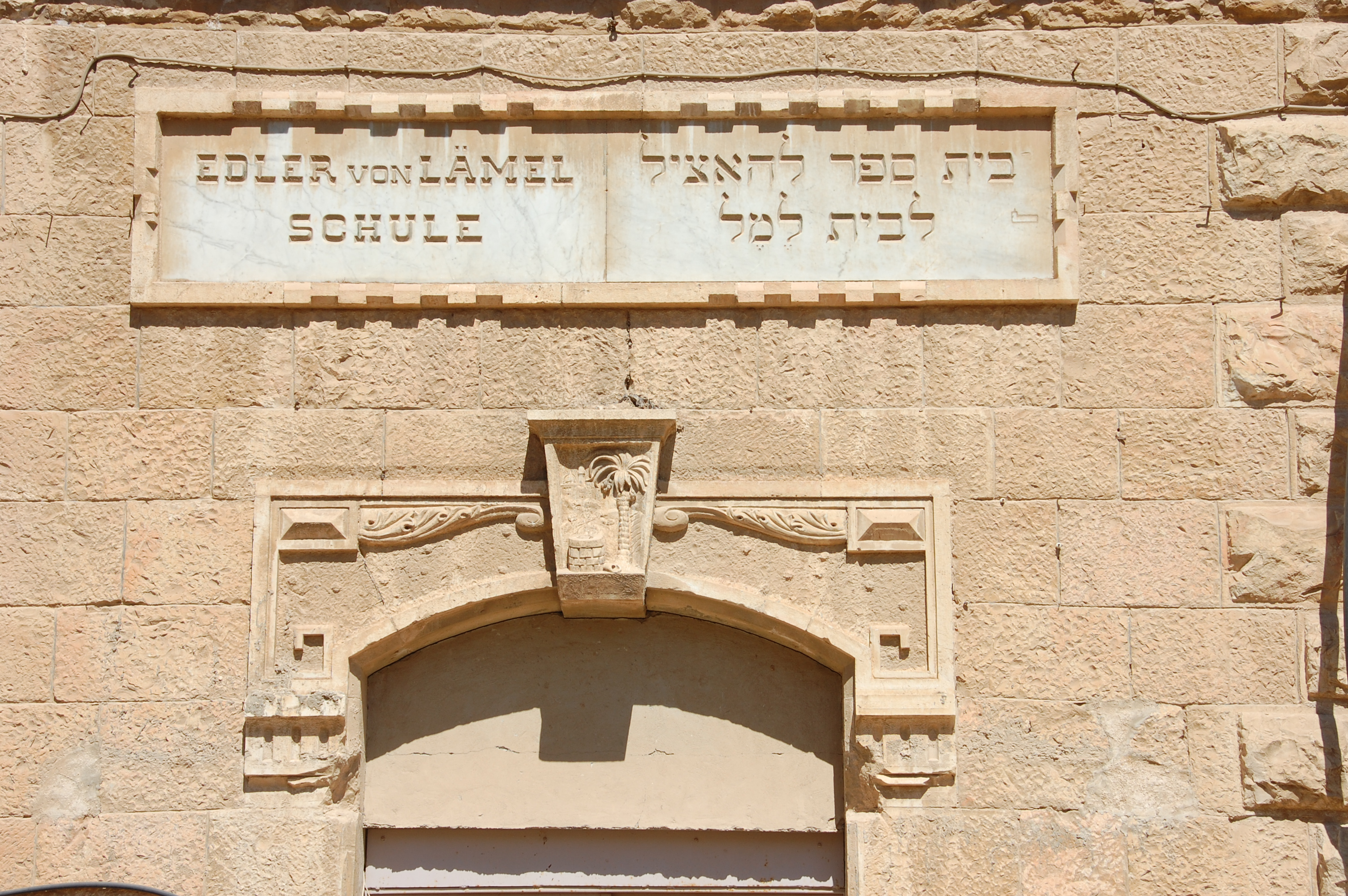
Історичний надпоріжник школи Лемеля
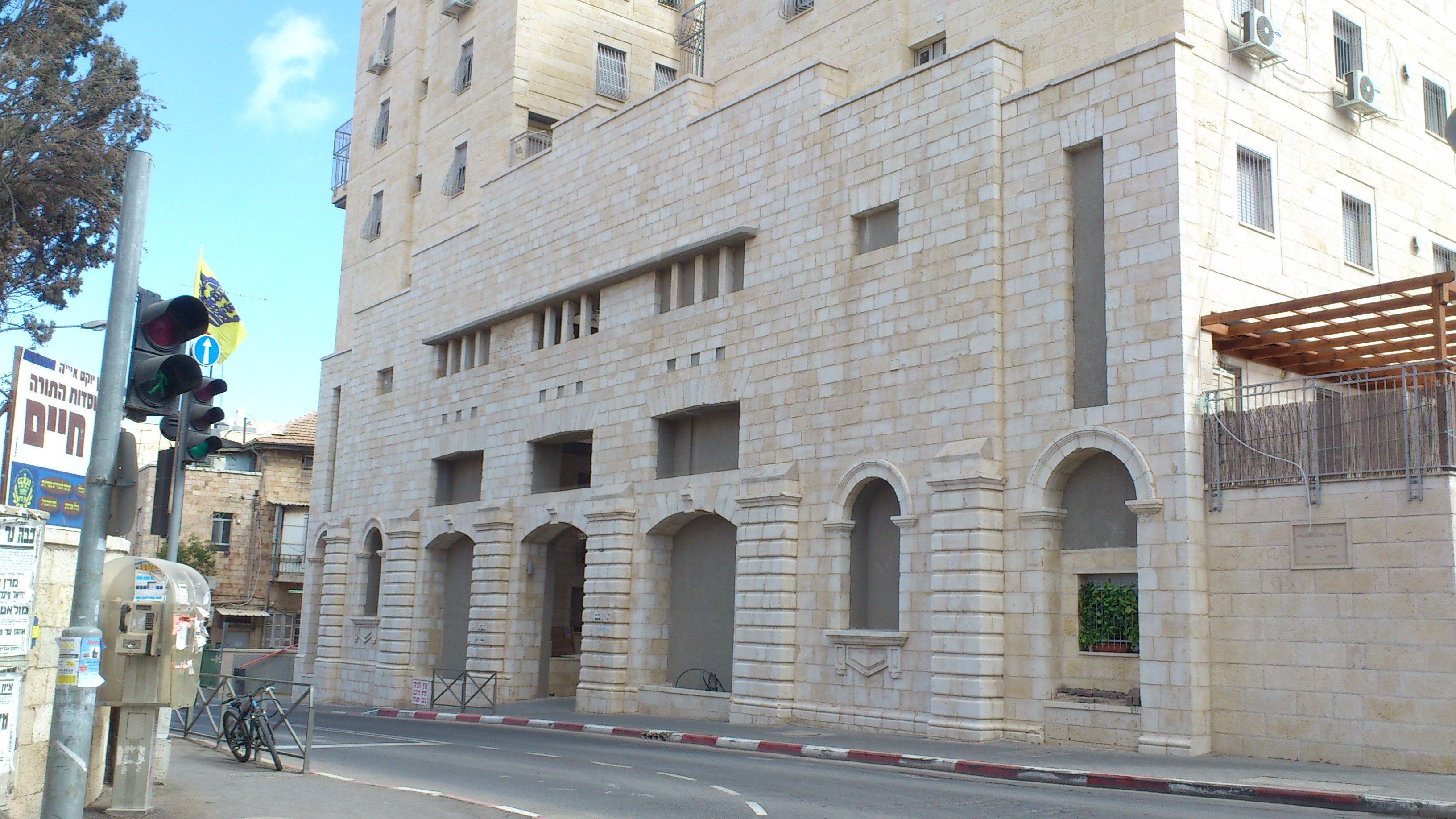
Відтворений фасад театру Едісона, за ним — житловий комплекс (2015)

З часом цей район ставав дедалі більш релігійним, тепер це — найпівденніша окраїна частини Єрусалиму, де живуть євреї-харедім. Він прилягає до району Геула, комерційного центру ортодоксальної частини міста.